# Pedro Pinotes
Pedro Miguel Alves Pinotes (Luanda, 30 settembre 1989) è un nuotatore angolano.
Ha rappresentato l'Angola ai Giochi olimpici estivi di Londra 2012 e Rio de Janeiro 2016, concorrendo in entrambe le edizioni nei 400 metri misti.

## Palmarès
- Giochi panafricani

Maputo 2011: bronzo nei 200m farfalla.
- Campionati africani

Johannesburg 2008: bronzo nella 4x100m misti.
Nairobi 2012: bronzo nei 1500m sl.